# Cory Michael Smith
Cory Michael Smith (Columbus, 14 de novembro de 1986) é um ator americano, mais conhecido por interpretar o vilão Edward Nygma em Gotham.

## Início da vida
Um nativo de Columbus, Ohio, Cory foi criado por seus pais David e Theresa (nascida Fagan) Smith, com seu um irmão mais velho Chad, e formou-se na Hilliard Darby High School em 2005. Antes de se tornar ator ele teve aspirações desde pianista de concerto a advogado. Enquanto na Otterbein University, foi lançado em peças como  The Scene, O Círculo de Giz Caucasiano, Who's Afraid of Virginia Woolf?, e Tartufo.

## Filmografia
| Cinema | Cinema     | Cinema       | Cinema         |
| Ano    | Título     | Personagem   | Nota           |
| ------ | ---------- | ------------ | -------------- |
| 2015   | Carol      | Tommy Tucker |                |
| 2014   | Dog Food   | Declan       | Curta-metragem |
| 2014   | Camp X-Ray | Bergen       |                |

| Televisão | Televisão        | Televisão              | Televisão        |
| Ano       | Título           | Personagem             | Nota             |
| --------- | ---------------- | ---------------------- | ---------------- |
| 2014–2019 | Gotham           | Edward Nygma           | Elenco principal |
| 2014      | Olive Kitteridge | Kevin Coulson (adulto) | Episódio 2       |

| Teatro | Teatro                              | Teatro            | Teatro               |
| Ano    | Título                              | Personagem        | Local                |
| ------ | ----------------------------------- | ----------------- | -------------------- |
| 2013   | Breakfast at Tiffany's              | Fred (o narrador) | Cort Theatre         |
| 2013   | The Shaggs: Philosophy of the World | Kyle              | Playwrights Horizons |
| 2013   | The Whale                           | Elder Thomas      | Playwrights Horizons |
| 2013   | Cock aka The Cockfight Play         | John              | Duke                 |

## Prêmios e indicações
| Ano  | Prêmio                           | Categoria                                     | Trabalho         | Resultado |
| ---- | -------------------------------- | --------------------------------------------- | ---------------- | --------- |
| 2015 | Critics' Choice Television Award | Melhor Ator secundário em filme ou minissérie | Olive Kitteridge | Indicado  |